# Columbanus

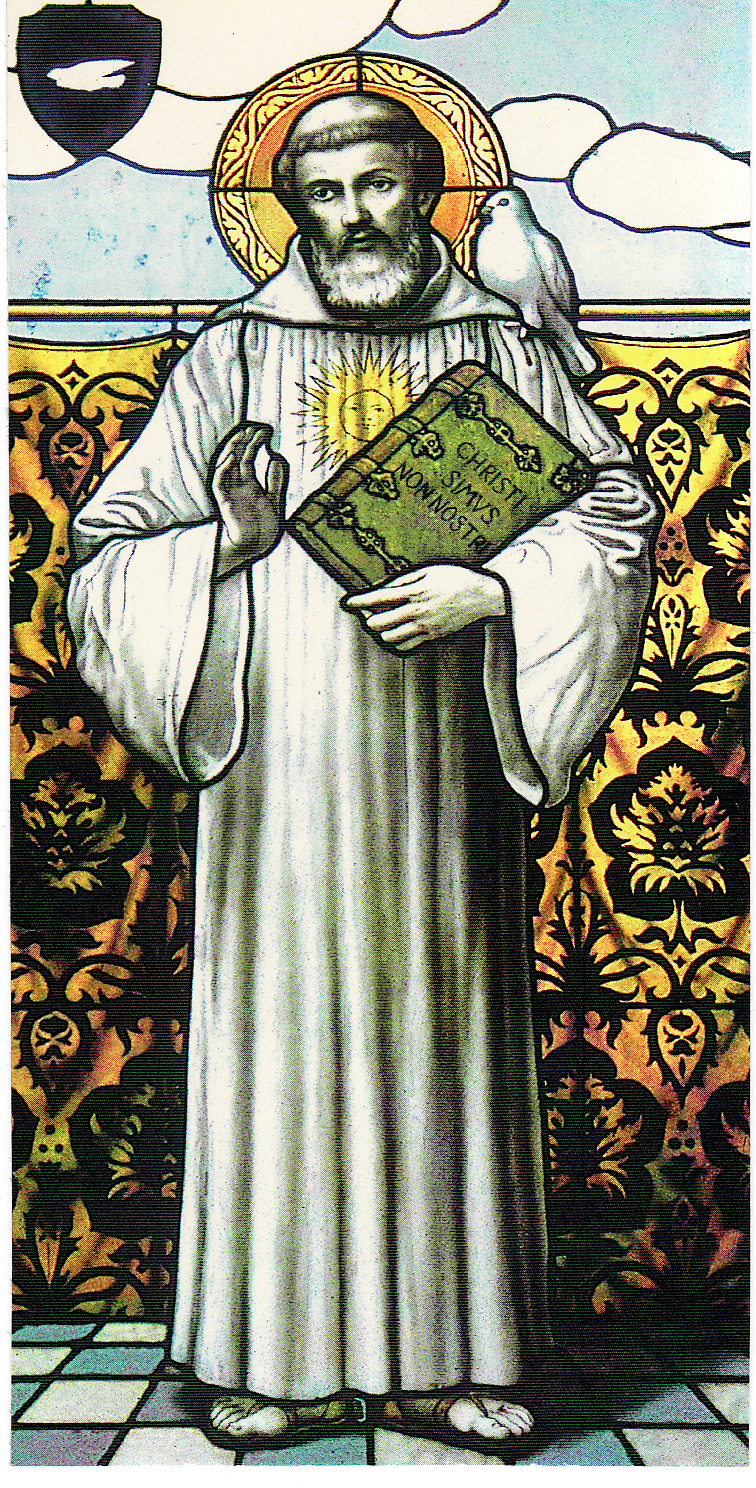
Columbanus. Fönster i kryptan i klostret i Bobbio.

Columbanus, född 540 i Navan, död 23 november 615 i Bobbio, var en irisk munk och helgon.
Columbanus, vars namn betyder "den vita duvan", drog efter 30 års verksamhet på Irland till Gallien tillsammans med tolv följeslagare. Där grundade han klostret Luxeuil. Han skrev en munkregel och även botböcker i de iriska klostrens strängt asketiska anda. Men på grund av konflikter med den lokala kyrkan måste han lämna Luxeuil omkring 600. En orsak till konflikten var irernas avvikande datum för påskfirandet.
Columbanus drog vidare till Italien; hans lärjunge Gallus grundade på vägen klostret Sankt Gallen i Alperna. Columbanus grundade i Norditalien klostret Bobbio.
Med tiden övergick de columbanska klostren till benediktinregeln, men vidareförde många av de iriska traditionerna.
Columbanus firas den 23 november.